# Kate Siegel
Kate Gordon Siegelbaum (n. 9 august 1982), cunoscută profesional ca Kate Siegel ( /ˈsiːɡəl/ ), este o actriță americană și scenaristă. Este cunoscută mai ales pentru colaborările sale cu soțul ei, regizorul Mike Flanagan, apărând în filmele sale Oculus (2013), Hush (2016; a scris și scenariul împreună cu el), Ouija: Origin of Evil (2016) și Gerald's Game ( 2017), precum și în serialele sale de televiziune The Haunting of Hill House (2018), The Haunting of Bly Manor (2020) și Midnight Mass (2021).

## Viață
Siegel s-a născut în Silver Spring, Maryland. A urmat Școala Episcopală Sf. Andrei din Maryland și a absolvit Universitatea Syracuse în 2004.  Siegel este evreică.   
Într-un interviu din 2008, Siegel a declarat că se identifică drept bisexuală.  S-a căsătorit cu regizorul Mike Flanagan la începutul anului 2016.  Au doi copii: un fiu, Cody și o fiică, Theodora, numită după personajul lui Siegel în The Haunting of Hill House . Ea este mama vitregă a fiului mai mare al lui Flanagan dintr-o relație anterioară.  

## Carieră
Siegel a debutat ca actriță în filmul Blestemul Dahiei Negre, care a fost lansat pe 23 ianuarie 2007.  În același an, ea a continuat să joace în Hacia La Oscuridad, care a avut premiera mondială la Tribeca Film Festival pe 28 aprilie 2007.  A apărut și în Steam alături de Ruby Dee și Chelsea Handler .  În 2008, Siegel a apărut în scurtmetrajul Knocked Down, regizat de Ted Collins.  În 2009, a debutat în televiziune în Ghost Whisperer ca Cheryl.  În 2010, ea a apărut în Numb3rs ca Rachel Hollander.  Apoi a apărut într-un episod din Castle .  În același an a apărut în thrillerul-dramă Ziua nunții . 
În 2013, Siegel a apărut în Man Camp .  În același an a apărut în Oculus, un film de groază scris și regizat de Mike Flanagan .  Filmul a avut premiera mondială la Festivalul Internațional de Film din Toronto în septembrie 2013 și a fost lansat în aprilie 2014.   A apărut și într-un episod din Mob City .  În 2014, ea a apărut în Demon Legacy . 
În noiembrie 2015, a fost dezvaluit faptul că ea și Mike Flanagan vor adapta romanul pentru tinerii adulți 13 Days to Midnight într-un film. 
În 2016, Siegel și-a făcut debutul în scenariu alături de soțul ei Mike Flanagan în Hush, filmul a avut premiera mondială la South by Southwest pe 11 martie 2016 și a fost lansat pe Netflix pe 8 aprilie 2016.   În iulie 2016, a jucat într-o reclamă pentru medicamentul contra psoriazisul Stelara.  În același an, Siegel a apărut în Ouija: Originea răului, regizat și de Flanagan, care a fost lansat pe 21 octombrie 2016.  
În 2017, Siegel a jucat alături de Carla Gugino și Bruce Greenwood în adaptarea cinematografică a lui Stephen King's Gerald's Game, care a fost regizată și de Flanagan.  Filmul a fost lansat pe 29 septembrie 2017, de Netflix . 
În 2018, Siegel a jucat rolul Theodora Crain în serialul horror supranatural Netflix The Haunting of Hill House, bazat pe romanul cu acelasi nume al lui Shirley Jackson din 1959. De asemenea, a narat podcast -ul Calling Darkness   și a fost actor de voce pentru Podcast-ul The NoSleep . 
În 2021, ea a avut un rol principal ca Erin Greene în serialul de groază supranatural Netflix Midnight Mass .

## Filmografie

### Film
| An                      | Titlu                  | Rol               | Note |
| ----------------------- | ---------------------- | ----------------- | --- |
| 2007                    | Hacia la oscuridad     | Jenn              | Cunoscut și sub numele de Întuneric total |
| 2007                    | Blestemul Dahiei Negre | Jennifer          | Direct-la-video |
| 2007                    | Aburi                  | Elizabeth         | |
| 2008                    | Pus la pamant          | Asistentul Lancei | Scurt-metraj |
| 2009                    | Voma in gura mea       | Doamna Taken 2    | Scurt-metraj |
| 2012                    | Ziua nuntii            | Erica             | |
| 2012                    | Colectionarul          | Jess              | Scurt-metraj |
| 2013                    | Man Camp               | Teresa            | |
| 2013                    | Oculus                 | Marisol Chavez    | |
| 2014                    | Demon Legacy           | Jack              | |
| 2014                    | Dead Room: Origins     | Jad               | Scurt-metraj |
| 2015                    | Programul              | Natalie           | Scurt-metraj |
| 2015                    | Wine Jabs              | Vivian            | Scurt-metraj |
| 2016                    | Fierbinte              | Beth              | |
| 2016                    | Tăcere                 | Maddie Young      | De asemenea scenarist Nominalizat - BloodGuts UK Horror Award pentru cea mai bună actriță Nominalizat - Premiul Fangoria Chainsaw pentru cea mai bună actriță Nominalizat - Premiul Fright Meter pentru cea mai bună actriță |
| 2016                    | Ouija: Originea răului | Jenny Browning    | |
| 2017                    | Jocul lui Gerald       | Sally             | |
| 2019                    | Hai să coborâm         | Ember             | Scurt-metraj |
| Urmeaza sa fie anunttat | Hipnotic               | Jenn              | Postproducție |

### Televiziune
| An                     | Titlu                         | Rol                               | Note                                                       |
| ---------------------- | ----------------------------- | --------------------------------- | ---------------------------------------------------------- |
| 2009                   | Mesaje de dincolo             | Cheryl                            | Episodul: „This Joint's Haunted”                           |
| 2010                   | Numere                        | Rachel Hollander                  | Episodul: "Și câștigătorul este ..."                       |
| 2012                   | Necunoscutul                  | Evey Kyler                        | Episod: "Prime Cut"                                        |
| 2012                   | Castle                        | Nadia                             | Episodul: "47 de secunde"                                  |
| 2012                   | Unde am fi                    | Stephanie                         | Episod: "Pilot"                                            |
| 2013                   | Orasul creaturilor            | Tandy                             | Episodul: „Stai jos”                                       |
| 2018                   | The Haunting of Hill House    | Theodora "Theo" Crain (adult)     | Rol principal; 10 episoade                                 |
| 2020                   | Hawaii Five-0                 | Joanna                            | Episodul: "S10E14 - I ho'olulu, ho'ohulei 'ia e ka makani" |
| 2020                   | The Haunting of Bly Manor     | Viola Willoughby / Doamna lacului | 2 episoade                                                 |
| 2021                   | Liturghia de la miezul nopții | Erin Greene                       | Rol principal; 7 episoade                                  |
| Urmeaza sa fie anuntat | Sotia calatorului in timp     | Annette DeTamble                  | Seriile viitoare                                           |

### Podcast-uri
Vocea ei a apărut în podcasturile de groază Calling Darkness   și The NoSleep Podcast.

## Link-uri externe
- Kate Siegel la IMDb

1. ↑  „Kate Siegel”, Internet Movie Database, accesat în 19 iulie 2016
2. ↑  „Kate Siegel”, Freebase Data Dumps[*] Verificați valoarea |titlelink= (ajutor)
3. ↑  https://mobile.twitter.com/k8siegel/status/1057158215513726977, Twitter Legătură externa în |title= (ajutor)
4. ↑  https://mobile.twitter.com/k8siegel/status/343230620039782401, Twitter Legătură externa în |title= (ajutor)
5. ↑  Eil, Philip (6 iulie 2015). „Say Hello to the Internet's Biggest Jewish Stars”. Jewish Daily Forward⁠(d).
6. ↑  „Best. Lesbian. Week. Ever. (August 29, 2008) - Page 4 of 9 - AfterEllen”. AfterEllen⁠(d) (în engleză). 29 august 2008. Accesat în 29 octombrie 2018.
7. ↑  Drew, Ari (6 aprilie 2016). „SXSW 2016: Mike Flanagan and Kate Siegel Talk Their New Thriller Hush and Upcoming Projects”. Dread Central. Accesat în 17 decembrie 2018.
8. ↑  Schonter, Allison (3 decembrie 2018). „'Haunting of Hill House' Star Kate Siegel and Mike Flanagan Welcome Baby”. PopCulture.com. Accesat în 17 decembrie 2018.
9. ↑  „Mike Flanagan Film”. mikeflanaganfilm.com.
10. ↑  Condit, Jon (11 martie 2007). „Curse of the Black Dahila (2006)”. Dread Central. Accesat în 13 aprilie 2016.
11. ↑  Goldstein, Gregg (13 aprilie 2007). „Tribeca Film Fest unveils lineups”. The Hollywood Reporter. Accesat în 13 aprilie 2016.
12. ↑  „Steam”. Amazon.com. Accesat în 13 aprilie 2016.
13. ↑  Collins, Ted (13 octombrie 2012). „Knocked Down”. Vimeo.com. Accesat în 13 aprilie 2016.
14. 1 2 3 4  „Kate Siegel”. TV.com. Arhivat din original la 14 octombrie 2018. Accesat în 13 aprilie 2016.
15. ↑  „Wedding Day”. Amazon.com. Accesat în 13 aprilie 2016.
16. ↑  „Man Camp”. Amazon.com. Accesat în 13 aprilie 2016.
17. ↑  Gingold, Michael (11 aprilie 2016). „Q&A: Star/Scripter Kate Siegel Speaks Up About "HUSH"”. Fangoria.com. Arhivat din original la 19 ianuarie 2018. Accesat în 13 aprilie 2016.
18. ↑  Matt Barone (10 septembrie 2013). „TIFF Review: The Smart, Inventive "Oculus" Is the Best Horror Film of the Festival”. Complex. Complex Media, Inc. Arhivat din original la 31 octombrie 2014. Accesat în 5 octombrie 2021.
19. ↑  „UPDATE: New 'Oculus' theatrical poster debuts”. WWE. WWE Inc. 10 martie 2014. Arhivat din original la 3 octombrie 2015. Accesat în 5 octombrie 2021.
20. ↑  „Demon Legacy (2014)”. CultureCrypt.com. Accesat în 13 aprilie 2016.
21. ↑  A. Lincoln, Ross (20 noiembrie 2015). „Bold Films Acquires '13 Days To Midnight'; Shooting Wraps On Musical 'September 12th'”. Deadline Hollywood. Accesat în 13 aprilie 2016.
22. ↑  Hipes, Patrick (10 martie 2016). „Netflix Acquires Micro-Budget Horror Pic 'Hush', Latest From Blumhouse & Intrepid”. Deadline Hollywood.
23. 1 2  „Hush”. SXSW.com. Accesat în 11 martie 2016.
24. ↑  „Kate Siegel”. ispot.tv.
25. ↑  Evans, Greg (21 septembrie 2015). „Consult The Board: 'Ouija 2' Rounds Out Cast”. deadline.com. Arhivat din original la 30 iunie 2021. Accesat în 22 septembrie 2015.
26. ↑  Petski, Denise (30 aprilie 2015). „'Ouija 2′ Set For October 2016; Jason Blum Back as Producer - Deadline”. Deadline. Accesat în 16 august 2015.
27. ↑  Fleming, Mike (17 octombrie 2016). „Carla Gugino & Bruce Greenwood Star In Stephen King's 'Gerald's Game' For Netflix”. Deadline. Accesat în 30 septembrie 2017.
28. ↑  S, C (23 august 2017). „Netflix September 2017 Movie and TV Titles Announced”. ComingSoon.net. Accesat în 30 septembrie 2017.
29. 1 2  Noble, Logan (14 decembrie 2018). „Author Interview: Gemma Amor”. Logan Noble, Author (în engleză).
30. 1 2  „Calling Darkness”. Calling Darkness Podcast. Accesat în 30 septembrie 2021.
31. ↑  „Interview: Hush Star Kate Siegel Talks Ouija, Women in Horror & Understanding Privilege” (în engleză). 21 octombrie 2016. Accesat în 25 septembrie 2019.
32. ↑  Connolly, Kevin (2012), Prime Cut, Dominic Monaghan, Jay R. Ferguson, David Pressman, accesat în 9 noiembrie 2017
33. ↑  Pilot, Anya Benton, David Crane, Nicole Lynn Evans, 15 iulie 2012, accesat în 9 noiembrie 2017